# Dolenje (Ajdovščina)
Dolenje falu Szlovéniában, a Goriška statisztikai régióban, a Vipava-völgyben, a Vipava-folyó bal partján. Közigazgatásilag Ajdovščinához tartozik.
A falu templomát Szent Margit tiszteletére emelték. A helyi templom egyházilag a Planinai egyházközséghez tartozik.
A falu régi kőhídja a Vipava-folyó fölött ível át a Dolenjét Dolga Poljanával összekötő úton. A háromlyukú kőhíd a tizenkilencedik században épült. Útburkolatát kavics alkotja, melyet oldalról a híd támfalai határolnak.

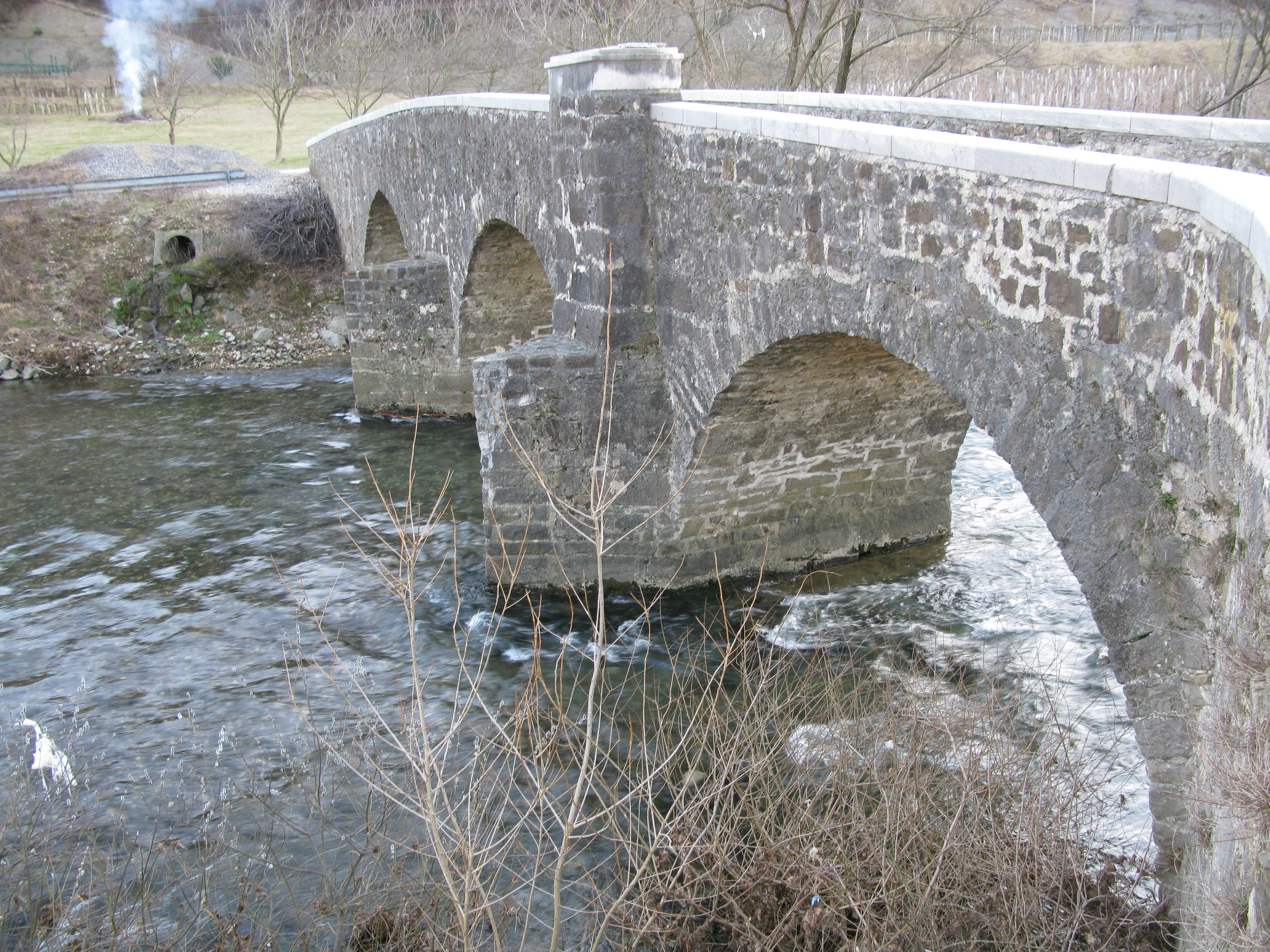
A település kőhídja

## Fordítás
- Ez a szócikk részben vagy egészben  a   Dolenje című angol Wikipédia-szócikk ezen változatának fordításán alapul.  Az eredeti cikk szerkesztőit annak laptörténete sorolja fel. Ez a jelzés csupán a megfogalmazás eredetét és a szerzői jogokat jelzi, nem szolgál a cikkben szereplő információk forrásmegjelöléseként.